# Kingdom Centre
Kingdom Centre (arab. ‏برج المملكة‎) – wieżowiec w Rijadzie, w Arabii Saudyjskiej, o wysokości 311 m. Budynek został otwarty w 2002 i posiada 99 kondygnacji.